# Lebane
Lebane je grad i općina u južnoj Srbiji, dio Jablaničkog okruga. Po popisu iz 1991. općina ima 24.833, dok sam grad ima 9.528 stanovnika. Središte grada je na nadmorskoj visini od 275,2 m.
Grad je smješten na ušću Šumanske reke u Jablanicu, koja u daljem toku prolazi kroz Leskovačko polje i poznata je kao najveća sušica u Srbiji (presušuje u ljetnim mjesecima). Lebane se nalazi na cesti Leskovac – Priština, 21 km jugozapadno od Leskovca, koji je središte Jablaničkog okruga.
Najznačajniji povijesni spomenik u blizini grada je Caričin grad. Smešten 7 km od Lebana, on predstavlja ostatke ranog bizantskog grada Justinijana Prima. Grad je sagradio car Justinijan I., pretpostavlja se na mjestu svog rođenja.
Općina Lebane spada u najnerazvijenije općine u Srbiji. Od poljoprivrede najrazvijenije je povrtlarstvo i ratarstvo. Nekad intenzivna industrija tijekom devedesetih skoro je prestala postojati.